# Dmytro Vereitinov
Dmytro Yuriyovych Vereitynov (em ucraniano:  Дмитро Юрійович Вереітинов; nascido em 10 de janeiro de 1983) é um ex-nadador ucraniano, especializado em eventos de estilo livre. Atualmente, ele detém um recorde ucraniano de 7: 21.42 no revezamento estilo livre de 4 × 200 m no Campeonato Mundial da FINA 2005 em Montreal, Quebec, Canadá. Vereitinov também é membro do SC Ukraina Kharkiv e é treinado por seu pai e treinador ao longo da vida, Yuriy Vereitinov.
Vereitinov qualificado para dois eventos de natação em jogos Olímpicos de Verão de 2004 em Atenas, limpando uma FINA B-corte de 1:52.55 (200 m livres) do Campeonato Europeu em Madrid, Espanha. Nos 200 m livres, Vereitinov bateu seu recorde pessoal 1:51.38 para levar o terceiro lugar, mas terminou apenas em vigésimo sétimo lugar da manhã preliminares. Ele também se juntou com a Serhiy Fesenko, Serhiy Advena, e Maksym Kokosha no 4 × 200 m livre relé. Natação a terceira perna no calor de um, Vereitinov gravaram um split de 1:50.34, mas os Ucranianos estabeleceram para o sexto lugar, e décimo segundo da geral, a final em um tempo de 7:24, 13cm.